# Заболотнев, Андрей Павлович
Андрей Павлович Заболотнев (20 января 1982, Челябинск) — российский хоккеист, защитник. Воспитанник челябинского «Трактора». Брат Дмитрия Заболотнева.

## Карьера
Андрей Заболотнев начал профессиональную карьеру в 1999 году в составе московского «Спартака». Перед началом следующего сезона вернулся в родной челябинский «Трактор», в составе которого в 40 проведённых матчах сумел отметиться 7 (3+4) набранными очками. Летом 2000 года Заболотнев подписал контракт с казанским «Ак Барсом», где записал на свой счёт 2 (0+2) очка в 30 матчах.
Перед стартом сезона 2001/02 принял решение вернуться в «Спартак», где он выступал на протяжении последующих двух лет, набрав за это время 6 (3+3) очков в 59 встречах. После окончания срока действия своего контракта Заболотнев покинул Москву и заключил соглашение с воскресенским «Химиком». В подмосковном клубе стал одним из лидеров обороны, за два сезона проведя на площадке 118 матчей, в которых он набрал 6 (1+5) очков. Тем не менее, перед началом сезона 2005/06 Заболотнев стал игроком новичка элитного российского дивизиона ХК МВД, в составе которого 53 проведённых играх отметился 7 (1+6) набранными очками.
Летом 2006 года подписал контракт с уфимским «Салаватом Юлаевым», где провёл довольно успешный сезон, в 58 встречах записав на свой счёт 12 (2+10) результативных баллов. Тем не менее, по окончании сезона руководство башкирского клуба приняло решение расстаться с Заболотневым, после чего он заключил однолетнее соглашение с московским «Динамо». В сезоне 2007/08 провёл 43 игры и набрал 12 (5+7) очков, тем не менее, 22 мая 2008 года он был обменян в «Спартак» на Вячеслава Белова.
Однако закрепиться в хорошо знакомом клубе Заболотневу не удалось — за весь сезон он принял участие лишь в 27 матчах, в которых набрал 1 (0+1) очко, после чего ему пришлось покинуть состав. 18 мая 2009 года стал игроком череповецкой «Северстали», однако, проведя в её составе лишь 10 матчей, он был выставлен на драфт отказов, откуда 29 октября его забрало нижегородское «Торпедо». 7 марта 2010 года руководство «автозаводцев» приняло решение расторгнуть контракт с игроком, после чего Заболотнев принял предложение московских «Крыльев Советов».
16 октября вновь сменил команду — перешёл в пермский «Молот-Прикамье», в составе которого за оставшуюся часть сезона он сумел набрать 12 (4+8) очков в 40 проведённых матчах. Несмотря на довольно успешную игру, 24 марта 2011 года Заболотнев стал одним из 24 игроков, с которыми пермский клуб не стал продлевать соглашения. В межсезонье подписал контракт с чеховским «Витязем», однако, так и не получив шанса сыграть в новой команде, 13 октября он был командирован в клуб ВХЛ ХК «Рязань». 14 января 2012 года Заболотнев вернулся в основной состав «Витязя», в дебютном матче за клуб отметившись заброшенной шайбой.

### В сборной
В составе сборной России Андрей Заболотнев принимал участие в юниорском чемпионате мира 2000 года, на котором он вместе с командой стал серебряным призёром, в 6 матчах набрав 1 (0+1) очко, а также молодёжном чемпионате мира 2002 года, где он завоевал золотые награды, отметившись 1 (0+1) очком в 7 проведённых матчах. На взрослом уровне призывался под знамёна сборной для участия в одном из этапов Еврохоккейтура в сезоне 2005/06, где он не сумел набрать ни одного очка в 3 матчах.

## Достижения
- Серебряный призёр юниорского чемпионата мира 2000.
- Чемпион мира среди молодёжи 2002.

## Статистика выступлений
Последнее обновление: 1 марта 2012 года
|                 |                 |                 | Регулярный сезон | Регулярный сезон | Регулярный сезон | Регулярный сезон | Регулярный сезон | Регулярный сезон | Плей-офф | Плей-офф | Плей-офф | Плей-офф | Плей-офф | Плей-офф |
| Сезон           | Команда         | Лига            | Игр              | Г                | П                | Очк              | +/-              | Штр              | Игр      | Г        | П        | Очк      | +/-      | Штр      |
| --------------- | --------------- | --------------- | ---------------- | ---------------- | ---------------- | ---------------- | ---------------- | ---------------- | -------- | -------- | -------- | -------- | -------- | -------- |
| 1998/99         | Спартак         | Суперлига       | —                | —                | —                | —                | —                | —                | 1        | 0        | 0        | 0        | --       | 01       |
| 1999/00         | Трактор         | Высшая лига     | 40               | 3                | 4                | 7                | +4               | 94               | —        | —        | —        | —        | —        | —        |
| 2000/01         | Ак Барс         | Суперлига       | 28               | 0                | 2                | 2                | +5               | 12               | 2        | 0        | 0        | 0        | -1       | 0        |
| 2001/02         | Спартак-2       | Первая лига     | 2                | 0                | 0                | 0                | --               | 4                | —        | —        | —        | —        | —        | —        |
| 2001/02         | Спартак         | Суперлига       | 45               | 1                | 3                | 4                | -6               | 24               | —        | —        | —        | —        | —        | —        |
| 2002/03         | Спартак         | Суперлига       | 14               | 2                | 0                | 2                | -3               | 6                | —        | —        | —        | —        | —        | —        |
| 2003/04         | Химик Вк        | Суперлига       | 59               | 1                | 2                | 3                | +4               | 88               | —        | —        | —        | —        | —        | —        |
| 2004/05         | Химик Вк        | Суперлига       | 59               | 0                | 3                | 3                | -15              | 104              | —        | —        | —        | —        | —        | —        |
| 2005/06         | ХК МВД          | Суперлига       | 49               | 1                | 5                | 6                | -3               | 70               | 4        | 0        | 1        | 1        | --       | 12       |
| 2006/07         | Салават Юлаев   | Суперлига       | 50               | 2                | 9                | 11               | +13              | 143              | 8        | 0        | 1        | 1        | -2       | 12       |
| 2007/08         | Динамо Мск      | Суперлига       | 40               | 5                | 7                | 12               | +4               | 117              | 3        | 0        | 0        | 0        | +1       | 2        |
| 2008/09         | Спартак         | КХЛ             | 27               | 0                | 1                | 1                | -4               | 54               | —        | —        | —        | —        | —        | —        |
| 2009/10         | Северсталь      | КХЛ             | 10               | 0                | 0                | 0                | --               | 10               | —        | —        | —        | —        | —        | —        |
| 2009/10         | Торпедо НН      | КХЛ             | 6                | 1                | 1                | 2                | -4               | 4                | —        | —        | —        | —        | —        | —        |
| 2010/11         | Крылья Советов  | ВХЛ             | 8                | 0                | 2                | 2                | +5               | 50               | —        | —        | —        | —        | —        | —        |
| 2010/11         | Молот-Прикамье  | ВХЛ             | 34               | 4                | 7                | 11               | -1               | 68               | 6        | 0        | 1        | 1        | -2       | 40       |
| 2011/12         | ХК Рязань       | ВХЛ             | 13               | 1                | 1                | 2                | -2               | 48               | —        | —        | —        | —        | —        | —        |
| 2011/12         | Витязь          | КХЛ             | 7                | 1                | 0                | 1                | -1               | 2                | —        | —        | —        | —        | —        | —        |
| Всего в КХЛ     | Всего в КХЛ     | Всего в КХЛ     | 50               | 2                | 2                | 4                | -9               | 70               | —        | —        | —        | —        | —        | —        |
| Всего в карьере | Всего в карьере | Всего в карьере | 492              | 22               | 47               | 69               | -4               | 898              | 23       | 0        | 3        | 3        | -4       | 66       |

1 — Переходный турнир.

### В сборной
| Турнир   | Место | Игр | Г | П | Очк | +/- | Штр |
| -------- | ----- | --- | - | - | --- | --- | --- |
| ЮЧМ-2000 |       | 6   | 0 | 1 | 1   | +6  | 14  |
| МЧМ-2002 |       | 7   | 0 | 1 | 1   | +4  | 6   |